# Georg Simmel
Georg Simel (Berlin, 1. ožujka 1858. – Strassburg, 28. rujna 1918.) bio je njemački filozof, te jedan od prvih njemačkih sociologa. Jedan je od najvažnijih klasičnih teoretičara društva uopće, a posebno je utjecao na razvoje rane američke sociološke tradicije. Poznat je po svom netipičnom stilu, a interesirao se za mnoge i različite segmente društva.

## Životopis
Rođen je u Berlinu kao najmlađi od sedmero djece, u obitelji s kompleksnom konfesionalnom pozadinom. Naime, i majka i otac su isprva bili židovi, no otac kasnije prelazi na katoličanstvo, a majka na luteranstvo. Zbog svojih židovskih korijena, te "izraelitske" fizionomije kasnije ima problema zbog sve izraženijegantisemitističkog okruženja.
Studirao je različite predmeta na Sveučilištu u Berlinu, da bi 1981. postigao doktorat iz filozofije. Zadržava se na sveučilištu na položaju neplaćenog nastavnika, ovisnom o studentskim uplatama, no zbog odličnih predavalačkih sposobnosti dobro prolazi i privlači velik broj studenata. Zbog vrhunskih predavanja na koja dolaze ne samo studenti i koja postaju javni događaji, Simmel širi svoj akademski utjecaj u Njemačkoj, a 1900. dobiva i službeno priznanje dobivši naslovno zvanje na berlinskom sveučilištu. No regularni akademski položaj stječe tek 1914. na manje važnom Sveučilištu u Strasbourgu. Odvojen od svoje publike, berlinskih intelektualaca i studenata koji su ga simpatizirali, osjeća se otuđeno, izolirano i depresivno. Iste godine počinje i prvi svjetski rat, studenti odlaze na bojišta, predavaone se preuređuju u bolnice, a Simmel ostaje marinalan lik na akademskoj sceni, te se može reći da nikada nije imao normalnu akademsku karijeru, jer netom prije završetka rata umire od raka jetre.
Usprkos tome, njegov utjecaj na razvoj sociologije je ogroman, a najvidljiviji je u razvoju rane američke sociološke misli, osobito u čikaškoj školi gdje je isprva bio najprevođeniji i citiraniji njemački sociolog (dok su Marx i Weber još dugo godina ostali ignorirani.

## Pojam sociologije
Simmelova sociološka gledišta nije moguće razumjeti bez uvida u njegova filozofska nastojanja. On teži Kantove teorije saznanja na osnovu kategorija a priori primijeniti na društvo. Ističe veliku povezanost filozofije sa sociologijom, a kako društvo smatra nečime čovjeku apriornome tvrdi kako bit društva može spoznati samo filozofija.
Oštro kritizira historijski materijalizam tvrdeći kako naše shvaćanje povijesti ne može biti objektivno. Materijalističa teorija o povijesti je metafizička i subjektivistička, te se svodi na ekonomski faktor. Iako uvažava realnost tog fenomena, Simmel kaže da je povijesna stvarnost isprepletena raznovrsnim interesima i nagonima, te da uvidimo pravu sliku povijesti moramo imati uvide u sve faktore. Iako za historijski materijalizam kaže da uzima pretpostavku kao objašnjenje kojim ništa ne objašnjava, onu priznaje njegovu važnost u vidu otkrivanja novih uzročnih veza među događajima i dokaza o povezanosti svih historijskih činilaca.
Kada je riječ o samoj sociologiji, ističe kako njen predmet mora biti samo društvo, promatrano kao jedna jedinstvena cjelina svojih bitnih crta, a ne djelomično kao u nekim drugim znanostima. Društvo definira kao međudjelovanja pojedinaca; određen broj ljudi postaje društvo tek kad određeni životni sadržaj dobije oblik uzajamnog utjecaja, kad postoji jedno djelovanje jednog na drugo ili posredstvom trećeg. Pravi predmet sociologije je, pak, da ustvrdi postojanje čistih oblika, da objasni njihovu psihičku osnovu i da izloži njihov povijesni razvoj. Na taj način se sociologija odvaja iz ostalih društvenih nauka koje proučavaju sadržaje društvenih oblika. Sociologiju ne odlikuje njen predmet, već njen način promatranja predmeta, naročito apstrahiranje koje ona vrši. Osobitu pozornost sociologija mora obratiti na interakciju pojedinaca jer upravo oni su ti koji čine veće društvene tvorevine.

## Količinska određenost društvene skupine
Simmel proučava brojnost skupina kao činioca određenih društvenih oblika. Od broja članova određene društvene skupine umnogome zavisi oblik koji će ona dobiti, kao i način na koji se dati oblik ostvaruje. Simmel raspravlja o masi, shvaćajući je kao brojnu skupinu i o razlikama između nje i manjih skupina. Najzanimljivija su razmatranja o malim dvočlanim i tročlanim skupinama (dijade i trijade) i o položaju pojedinaca u njima. Dvojna skupina je toliko vezana uz članove da se ne može uzdići iznad njih kao nešto strano. Odnosi između članova su vrlo prisni, jer su određeni nezamjenjivim osobinama članova kao ličnosti. U dvočlanoj skupini se razvija jaka solidarnost, jer su oba člana svjesna da od njih i njihovog partnera ovisi opstanak skupine.
Nasuprot dvočlanoj, tročlana skupina znači prijelaz ka uzdizanju skupine iznad članova. Ona može imati tri tipična oblika, zavisno od položaja jednog od tri člana prema drugoj dvojici. Treći član može imati položaj posrednika, koji smiruje sukobe druge dvojice ili položaj koji iskorištava suprotnosti druge dvojice da bi osigurao svoj interes ili položaj onoga koji sam potiče sukobe druge dvojice kako bi si osigurao povlašteni položaj.
Dakle, broj predstavlja značajan činilac oblika društvenih skupina, ali je teško reći nešto više o općim zakonitostima pojedinih oblika, jer zavise od konkretnih okolnosti i od osobina članova.

## Konflikt i autoritet
Mnogo mjesta u svome radu Simmel posvećuje pojmu sukoba, a njegova shvaćanja društvenog konflikta prilično su utjecala na kasniji razvoj konfliktnih teorija. Napominje kako nema društva bez sukoba i borbi, isto kao i bez suradnje i mira. Trudi se dokazati kako je i borba oblik združivanja, a ne prosto društvena pojava ili oblik. Kao specifičan vid borbe on uzima utakmicu koja se razlikuje od borbe po tome što učesnici ne teže da jedan drugog unište, već da dođu do istog predmeta vrijednosti. Simmel također raspravlja o načinima završetka borbe, odnosno sklapanja mira i kompromisu, za koji kaže da je moguć samo kod kulturno razvijenih ljudi, jer zahtjeva sposobnost apstraktnog mišljenja.
Kada je riječ o konfliktu, govori i kategorijama podređenosti i nadređenosti koje se zasnivaju na autoritetu. Nosioci nadređenosti mogu biti trojaki: nadređenost pojedinca, skupine i objektivne snage. Raspravlja o modernoj pojavi vladanja većine i kaže da razlozi za njeno priznavanje mogu biti: njena nadmoć ili sposobnost većine da skupnu volju predočuje bolje nego manjina. Također raspravlja pitanje dali je bolja vladavina jednog čovjeka ili bezličnog načela, te dolazi do zaključka da je ovo drugo bolje jer je objektivnije, izražava interes skupine i nakon nekog vremena postaje sastavni dio skupine i pojedinca.

## Samoodržavanje društvenih skupina
Među činiocima koji doprinose održanju skupine Simmel navodi prostornu vezu, krvnu vezu i duhovnu vezu. Pod duhovnu vezu misli funkcionalnu vezu, tj. da se skupina posvećuje određenoj radnji koja jača odnose unutar skupine. Daljnji činioci održanja skupine su simboli, a naročit značaj pridaje časti koju imaju njeni članovi kao pripadnici te skupine. Čast razlikuje od morala i prava: pravo postiže vanjske ciljeve vanjskim sredstvima, moral unutarnje unutarnjim, a čast vanjske ciljeve unutarnjim sredstvima. Između časti s jedne strane, prava i morala s druge strane sukobi su česti.
Razvijene skupine obrazuju posebne organe u ulogu održavanja skupine. Oni su efikasniji jer se lakše stavljaju u pogon od cijelog društva, lakše donose odluke, stručniji su u poslovima koje vrše i bolje vide interese društva, pošto se mogu izdići iz njega. Postoji mogućnost da takvi organi počinju raditi samo na svojim interesima, a ne na interesu društva. Simmel smatra da se društvene skupine održavaju pomoću jednog od dva načina: a) konzervativnošću ili b) revolucionarnošću, primjena jednog od dva načina ovisi od prilike u kojoj se društvo nalazi.

## "Obrazovanje" individualnosti
Individualnost se više razvija ako se skupina više širi. U široj skupini se vrši jača diferencijacija ličnosti zbog podjele rada i zbog toga se jasnije izdvajaju i individualnosti i pojedinac ima više slobode. Kao što smo prije spomenuli pojedinac je član više skupina koje iskorištava koje iskorištava da bi osigurao sebi slobodu. Uža skupina steže, ali je originalna, dok šira slobodnija, ali manje originalna. Čovjek je najprivrženiji najužoj ili najširoj skupini. 
U ovom kontekstu Simmel govori i o slobodi. Za njega je sloboda oslobađanje od društvene stege i razvijanje ličnosti koje se može razviti samo u razvijenoj društvenoj skupini. Ova rasprava se odlikuje time što se raspravlja o utjecaju jednog društvenog oblika na razvoj ličnosti.

## Filozofija novca
U ovom djelu Simmel postavlja dva osnovna sociološka pitanja vezana uz novac; kakav je utjecaj društva na novac i kakve posljedice u društvu izaziva novac. Simmel vrlo lijepo pokazuje kako novac mijenja svoju društvenu funkciju; u početku je imao supstancijalnu vrijednost i bio je sredstvo za ostvarenje cilja, a kasnije dobiva funkcionalnu vrijednost tj. postao je cilj sam za sebe.
Novac vrši ogroman utjecaj na društvo i na čovjeka, mijenja cijeli stil života društva, ne mimoilazi niti jednu, pa čak ni najintimniju sferu života. Novac povećava slobodu ličnosti, što se očituje u tome da se svako osobno izvršenje određene radnje može zamijeniti plaćanjem određenog novčanog iznosa. Na taj način osoba prestaje biti vezana uz svog partnera čije mjesto zauzima novac. To dovodi do depersonalizacije ljudskih odnosa - to postaju odnosi između određenih tipskih pojedinaca, koji vrše određene tipske radnje, na koje više ne utječe njihova ličnost. Na taj način se omogućuje stupanje u odnose sa sasvim nepoznatim i udaljenim ljudima, a da prema njima nema nikakvih moralnih ili osjećajnih obzira.
Sljedeća posljedica koju novac izaziva je jačanje podjele rada. Pojedinac može stupati u odnose s drugima posredstvom novca, koristiti se njegovim uslugama ili im izvršavati određene usluge, a da istovremeno ne stupi u osobne odnose i da ne potpadne pod njihovu vlast. Vlast nad osobama zamjenjuje se vlašću nad novcem. Novac mijenja i mentalni stav ličnosti. Više ne prevladava iracionalni faktor, već racionalni faktor. Računanje postaje osnovni element nadzora na svijet. Na takav način dobivamo društvo sastavljeno od slobodnih pojedinaca koji se među sobom povezuju u skupine bezličnog karaktera, s određenim ciljevima u kojima se sve zasniva na racionalnom proračunu i novcu. Još ulazi u konkretna pitanja promjene društvenih ustanova pod utjecajem novca; pretvaranje krvne osvete u novčanu kaznu, na promjene u braku i vrijednost žene, na prostituciju. On time na svoj način izražava otuđenost kulture u suvremenom društvu. 

## Djela
- Über sociale Differenzierung, Leipzig: Duncker & Humblot, 1890 [On Social Differentiation]
- Einleitung in die Moralwissenschaft, 2 vols, Berlin: Hertz, 1892-3 [Introduction to the Science of Ethics]
- Die Probleme der Geschichtphilosophie, Leipzig: Duncker & Humblot, 1892, 2nd edn 1905 [The Problems of the Philosophy of History]
- Philosophie der Geldes, Leipzig: Duncker & Humblot, 1900, 2nd edn 1907 [The Philosophy of Money]
- Die Grosstädte und das Geistesleben, Dresden: Petermann, 1903 [The Metropolis and Mental Life]
- Kant, Leipzig: Duncker & Humblot, 1904, 6th edn 1924
- Kant und Goethe, Berlin: Marquardt, 1906
- Die Religion, Frankfurt am Main: Rütten & Loening, 1906, 2nd edn 1912
- Schopenhauer und Nietzsche, Leipzig: Duncker & Humblot, 1907
- Schopenhauer and Nietzsche, University of Illinois Press, 1991
- Soziologie, Leipzig: Duncker & Humblot, 1908 [Sociology: Investigations on the Forms of Sociation]
- Hauptprobleme der Philosophie, Leipzig: Göschen, 1910
- Philosophische Kultur, Leipzig: Kröner, 1911, 2nd edn 1919
- Goethe, Leipzig: Klinkhardt, 1913
- Grundfragen der Soziologie, Berlin: Göschen, 1917 [Fundamental Questions of Sociology]
- Rembrandt, Leipzig: Wolff, 1917
- Lebensanschauung, München: Duncker & Humblot, 1918
- Zur Philosophie der Kunst, Potsdam: Kiepenheur, 1922
- Fragmente und Aufsäze aus dem Nachlass, ed G Kantorowicz, München: Drei Masken Verlag, 1923
- Brücke und Tür, ed M Landmann & M Susman, Stuttgart: Koehler, 1957

## Vanjske poveznice
- Kurt, H. Wolf, The Sociology of Georg Simmel, The Free Press, New York, 1950  Arhivirana inačica izvorne stranice od 19. listopada 2007. (Wayback Machine) tekst priredio Anton Antanasijević